# Protogenoi
Protogenoi – w mitologii greckiej pierwotni bogowie, którzy jako pierwsi zostali powołani do życia. Zamieszkiwali ziemię przed tytanami.
Protogenoi powstali z Chaosu lub zostali zrodzeni przez innych pierwotnych bogów. Były to bóstwa rzeczy pierwotnych takich jak niebo, ziemia, góry, morze itd.

## Protogenoi
Oto pełna lista bogów pierwotnych
- Ananke (Konieczność) – córka Hydrosa i Gai,
- Chronos (Czas) – syn Hydrosa i Gai,
- Ereb (Ciemność) – zrodzony z Chaosu,
- Eros (Rozmnażanie) – zrodzony z Chaosu lub syn Ereba i Nyks,
- Eter (Światło) – syn Ereba i Nyks,
- Fanes (Stworzenie) – syn Chronosa i Ananke,
- Gaja (Ziemia) – zrodzona z Chaosu,
- Hemera (Dzień) – córka Ereba i Nyks lub Chronosa i Nyks,
- Hydros (Woda) – zrodzony z Chaosu,
- Nesoi (Wyspy) – córka przypuszczalnie Gai,
- Nyks (Noc) – zrodzona z Chaosu,
- Ourea (Góry) – syn Gai, bez ojca,
- Physis (Natura) – zrodzona z Chaosu,
- Pontos (Morze) – syn Gai lub Etera i Gai,
- Tartar (Uosobienie Tartaru) – zrodzony z Chaosu lub syn Fanesa i Gai,
- Talassa (Morze) – córka Etera i Hemery,
- Thesis (Stworzenie) – zrodzona z Chaosu,
- Uranos (Niebo) – syn Etera i Gai lub tylko Etera lub Etera i Hemery, Nyks lub Gai, która zrodziła go w akcie samorództwa lub zrodzony z jaja utworzonego przez Chronosa[2], według Homera był zrodzony z Chaosu[3],
- Pontoidzi – Forkos, Nereus, Eurybia i Keto, Taumas – dzieci Pontosa i Gai uosabiające wodę.